# Élection du Conseil de sécurité des Nations unies de 1992
L’élection du Conseil de sécurité des Nations unies de 1992 a eu lieu le 27 octobre 1992, lors de la quarante-septième session de l'Assemblée Générale des Nations unies, tenue au siège des Nations unies à New York. L'Assemblée Générale a élu le Brésil, Djibouti, la Nouvelle-Zélande, le Pakistan, et l'Espagne comme les nouveaux membres non-permanents du Conseil de sécurité pour deux ans de mandat commençant le 1er janvier 1993.

## Règles
Le Conseil de Sécurité dispose de 15 sièges, comprenant ceux des cinq membres permanents et ceux de dix membres non permanents. Chaque année, la moitié des membres non permanents sont renouvelés par une élection pour un mandat de deux ans,. Un membre élu sortant n'est pas immédiatement rééligible.
En conformité avec la règle selon laquelle les dix membres non permanent du conseil de sécurité doivent représenter les différents blocs régionaux des états membres de l'ONU, les états sont traditionnellement divisés à des fins de vote et de représentation ; les cinq places disponibles sont donc attribuées de la façon suivante :
- Un pour les pays Africains (place précédemment occupée par le Zimbabwe) ;
- Un pour les pays du groupe des pays d'Asie (aujourd'hui groupe Asie-Pacifique[5], place précédemment occupée par l'Inde) ;
- Un pour l'Amérique latine et les Caraïbes (place précédemment occupée par l'Équateur) ;
- Deux pour l'Europe occidentale et autres (places précédemment occupées par l'Autriche et la Belgique).

Pour être élu, un candidat doit recueillir la majorité des deux tiers des membres présents et votants. Si le vote n'est pas concluant, après le premier tour, trois tours de vote restreint ont lieu, suivis de trois séries vote non-restraint ; et ainsi de suite, jusqu'à ce qu'un résultat a été obtenu. En vote restreint, seuls les candidats officiels peuvent être choisis, alors qu'en vote non-restreint, chaque membre d'un groupe régional donné (à l'exception des membres du Conseil), peut être choisi.

## Déclarations pré-élection
Avant le vote lui-même, les représentants des groupes régionaux ont fait leurs déclarations approuvant leurs candidats respectifs. M. Ould Mohamed Mahmoud, de Mauritanie, s'exprimant au nom du groupe africain, a transféré la recommandation de la candidature du Djibouti par le groupe des pays Africains et l'Organisation de l'unité africaine. M. Aksin de Turquie, s'exprimant au nom du groupe asiatique, a transféré l'approbation du groupe à la candidature du Pakistan. M. Piriz Ballon d'Uruguay a transféré à l'approbation du groupe de l'Amérique latine et des Caraïbes à la candidature du Brésil. M. Haakonsen du Danemark, parlant au nom du groupe des états d'Europe occidentale et autres états, a annoncé les candidatures de la Nouvelle-Zélande, de l'Espagne et de la Suède.

## Résultats

### États africains et asiatiques
| Résultats des élections des états africains et asiatiques | Résultats des élections des états africains et asiatiques |
| --------------------------------------------------------- | --------------------------------------------------------- |
| Membre                                                    | Premier tour                                              |
| Djibouti                                                  | 170                                                       |
| Pakistan                                                  | 161                                                       |
| Iran                                                      | 1                                                         |
| Nigeria                                                   | 1                                                         |
| Abstentions                                               | 1                                                         |
| Votes invalides                                           | 0                                                         |
| Majorité requise                                          | 115                                                       |

### États d’Amérique latine et des caraïbes
| Résultats de l'élection du groupe Amérique latine et Caraïbes | Résultats de l'élection du groupe Amérique latine et Caraïbes |
| ------------------------------------------------------------- | ------------------------------------------------------------- |
| Membre                                                        | Premier tour                                                  |
| Brésil                                                        | 168                                                           |
| Abstentions                                                   | 5                                                             |
| Votes invalides                                               | 0                                                             |
| Majorité requise                                              | 112                                                           |

### États d'Europe occidentale et autres
| Résultats de l'élection du groupe Europe occidentale et autres | Résultats de l'élection du groupe Europe occidentale et autres | Résultats de l'élection du groupe Europe occidentale et autres | Résultats de l'élection du groupe Europe occidentale et autres | Résultats de l'élection du groupe Europe occidentale et autres |
| -------------------------------------------------------------- | -------------------------------------------------------------- | -------------------------------------------------------------- | -------------------------------------------------------------- | -------------------------------------------------------------- |
| Membre                                                         | Premier tour                                                   | Second tour                                                    | Troisième tour                                                 |                                                                |
| Espagne                                                        | 118                                                            | —                                                              | —                                                              |                                                                |
| Nouvelle-Zélande                                               | 108                                                            | 99                                                             | 117                                                            |                                                                |
| Suède                                                          | 109                                                            | 74                                                             | 55                                                             |                                                                |
| Votes invalides                                                | 0                                                              | 0                                                              | 0                                                              |                                                                |
| Abstentions                                                    | 0                                                              | 0                                                              | 0                                                              |                                                                |
| Majorité requise                                               | 116                                                            | 116                                                            | 115                                                            |                                                                |